# Jira al embalse de Trasona

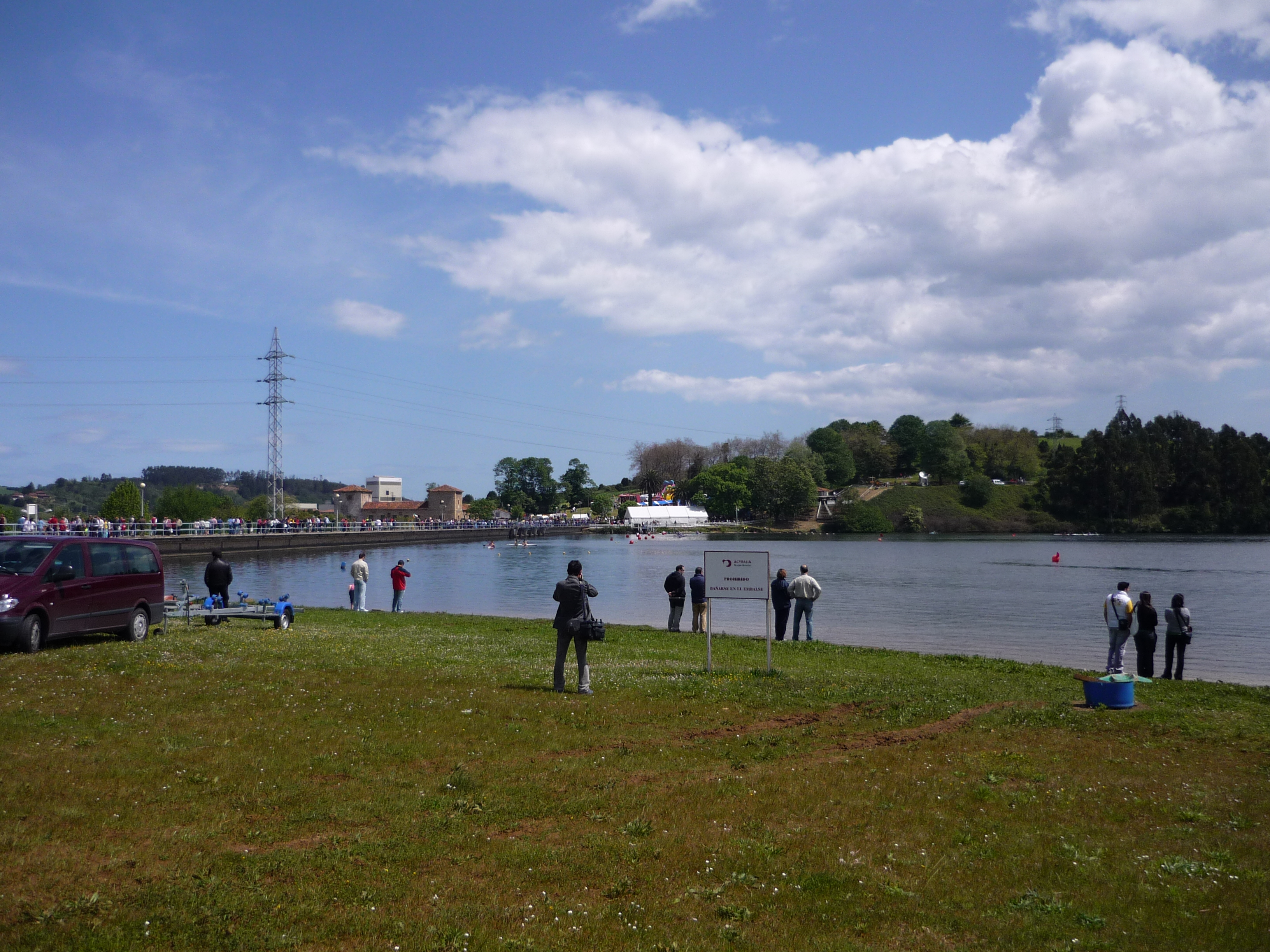
Jira del Embalse de Trasona (2008).

La Jira al embalse de Trasona se celebra en las inmediaciones al embalse de Trasona en el concejo de Corvera, en Asturias.
Se trata de una fiesta que se celebra actualmente el 1 de mayo (día del trabajador) y cuya tradición comenzó con la fiesta del trabajador de Ensidesa, hoy Arcelor-Mittal.
Se celebra durante todo el día una comida campestre con la actuazión de grupos folclóricos, bandas de gaitas y finaliza con una verbena.
- Datos: Q5931264
- Multimedia: Jira al embalse de Trasona / Q5931264